# Les filles sèment le vent
Les filles sèment le vent est un film franco-italien réalisé par Louis Soulanes, sorti en 1961.

## Fiche technique
- Titre : Les filles sèment le vent
- Réalisation : Louis Soulanes
- Scénario et dialogues : Louis Soulanes
- Producteur : René Thévenet
- Photographie : Paul Cotteret
- Musique : Michel Magne
- Pays d'origine :  France -  Italie
- Sociétés de production : Contact Organisation - Paris Inter Productions
- Format : Noir et blanc - Mono
- Genre : Film dramatique
- Durée : 90 minutes
- Date de sortie : 21 juin 1961

## Distribution
- Scilla Gabel : Kissa
- Philippe Leroy : Armand
- Michel Lemoine : Berto
- Saro Urzi
- Eva Damien
- Paul Bisciglia
- Janine Vila